# علی اکبر زرودی
علی اکبر زرودی (زاده ۶ دی  ۱۳۷۸ در چالوس)  کشتی‌گیر آزادکار ایرانی است. او در مسابقات کشتی آزاد جام شهید هاشمی‌نژاد در وزن ۶۱ کیلوگرم موفق به کسب مدال طلا شده است. وی در چهل و سومین دوره رقابت های بین المللی کشتی جام تختی در وزن ۷۰ کیلوگرم موفق به کسب مدال نقره نیز شده است.

## افتخارات[۱۰][۱۱]
- نفر سوم انتخابی تیم ملی نوجوانان در سال ۱۳۹۴
- نفر دوم انتخابی تیم ملی جوانان در سال ۱۳۹۷
- نفر اول مسابقات بزرگسالان در دسته اوپن در سال ۱۳۹۷
- نفر اول پنجمین المپیاد دانشجویان در سال ۱۳۹۸
- نفر دوم مسابقات کشتی ساحلی قهرمانی کشور در سال ۱۴۰۰
- نفر سوم انتخابی تیم ملی امید در سال ۱۳۹۷
- قهرمان پانزدهمین دوره مسابقات کشتی آزاد جام شهید هاشمی نژاد در سال ۱۳۹۶
- نفر سوم شانزدهمین دپره مسابقات بین المللی جام شهید هاشمی نژاد در سال ۱۳۹۷
- نفر اول مسابقات انتخابی تیم ملی کشتی آزاد نیروهای مسلح در سال1400[۱۲]
- نفر سوم بزرگسالان کشور در سال ۱۴۰۰
- نفر دوم چهل و سومین دوره جام تختی در سال 1402[۱۳][۱۴]
- قهرمان هفتمین دوره جام باشگاه‌های جهان با تیم بانک شهر در سال ۱۴۰۱
- مدال نقره رقابت‌های جهانی نظامیان باکو ۲۰۲۴ [۱۵]
- مقام سوم هشتمین دوره جام باشگاه‌های جهان با تیم پتروشیمی شازند در سال ۱۴۰۲